# La Bastide-de-Sérou
Pour les articles homonymes, voir La Bastide.
La Bastide-de-Sérou (en occitan : La Bastida de Seron) est une commune française située dans le département de l'Ariège, en région Occitanie.
Localisée dans le nord du département, la commune fait partie, sur le plan historique et culturel, du Couserans, pays aux racines gasconnes structuré par le cours du Salat (affluent de la Garonne). Exposée à un climat océanique altéré, elle est drainée par la  Lèze, l'Arize, l'Artillac, le  ruisseau d'Aujole et par divers autres petits cours d'eau. Incluse dans le parc naturel régional des Pyrénées ariégeoises, la commune possède un patrimoine naturel remarquable :  un espace protégé (les « ruisseaux à écrevisses : l'Artix, le Moulicot et le Volp ») et six zones naturelles d'intérêt écologique, faunistique et floristique.
La Bastide-de-Sérou est une commune rurale qui compte 972 habitants en 2022, après avoir connu un pic de population de 2 987 habitants en 1851. Ses habitants sont appelés les Bastidiens ou Bastidiennes.
Le patrimoine architectural de la commune comprend trois immeubles protégés au titre des monuments historiques : l'église Notre-Dame-de-la-Nativité d'Unjat, inscrite en 1992, la mine de cuivre gallo-romaine du Goutil, classée en 1982, et la Tour du Loup, inscrite en 1994 puis en 1995.

## Géographie

### Localisation
La commune de La Bastide-de-Sérou se trouve dans le département de l'Ariège, en région Occitanie.
Sur le plan historique et culturel, La Bastide-de-Sérou fait partie du Couserans, pays aux racines gasconnes structuré par le cours du Salat (affluent de la Garonne), que rien ne prédisposait à rejoindre les anciennes dépendances du comté de Foix.
Elle se situe à 15 km à vol d'oiseau de Foix, préfecture du département, et à 23 km de Saint-Girons, sous-préfecture.
Les communes les plus proches sont :
Nescus (2,2 km), Suzan (complètement enclavée au cœur de La Bastide-de-Sérou), Larbont (3,1 km), Montels (3,7 km), Montagagne (4,3 km), Alzen (4,4 km), Sentenac-de-Sérou (5,5 km), Allières (5,7 km).
| Le Mas-d'Azil, Allières           | Gabre               | Aigues-Juntes  |
| Durban-sur-Arize                  | La Bastide-de-Sérou | Cadarcet       |
| Castelnau-Durban, Esplas-de-Sérou | Larbont, Nescus     | Montels, Alzen |
| Enclave : Suzan                   |                     |                |

### Superficie et relief
La superficie cadastrale de la commune publiée par l’Insee, qui sert de références dans toutes les statistiques, est de 43,62 km2,. La superficie géographique, issue de la BD Topo, composante du Référentiel à grande échelle produit par l'IGN, est quant à elle de 41,37 km2.
La commune de Suzan forme une enclave au milieu du territoire de La Bastide-de-Sérou. Suzan est la seule commune française non délimitée. Elle est cadastrée entièrement sur la commune de La Bastide-de-Sérou.
Son relief est relativement accidenté puisque la dénivelée maximale atteint 338 mètres. L'altitude du territoire varie entre 354 m et 692 m.

### Géologie
La commune est située dans les Pyrénées, une chaîne montagneuse jeune, érigée durant l'ère tertiaire (il y a 40 millions d'années environ), en même temps que les Alpes. Elle est marquée par le front du chevauchement frontal nord-pyrénéen qui la traverse d'est en ouest, séparant la Zone nord-pyrénéenne (ZNP) au sud de la Zone sous-pyrénéenne (ZSP) au nord, qui constitue la frange sud du Bassin aquitain. Les terrains affleurants sur le territoire communal sont constitués de roches sédimentaires datant du Mésozoïque, anciennement appelé Ère secondaire, qui s'étend de −252,2 à −66,0 Ma. La structure détaillée des couches affleurantes est décrite dans les feuilles « no 1056 - Le Mas d'Azil » et « no 1057 - Pamiers » de la carte géologique harmonisée au 1/50 000ème du département de l'Ariège, et leurs notices associées,.

### Hydrographie

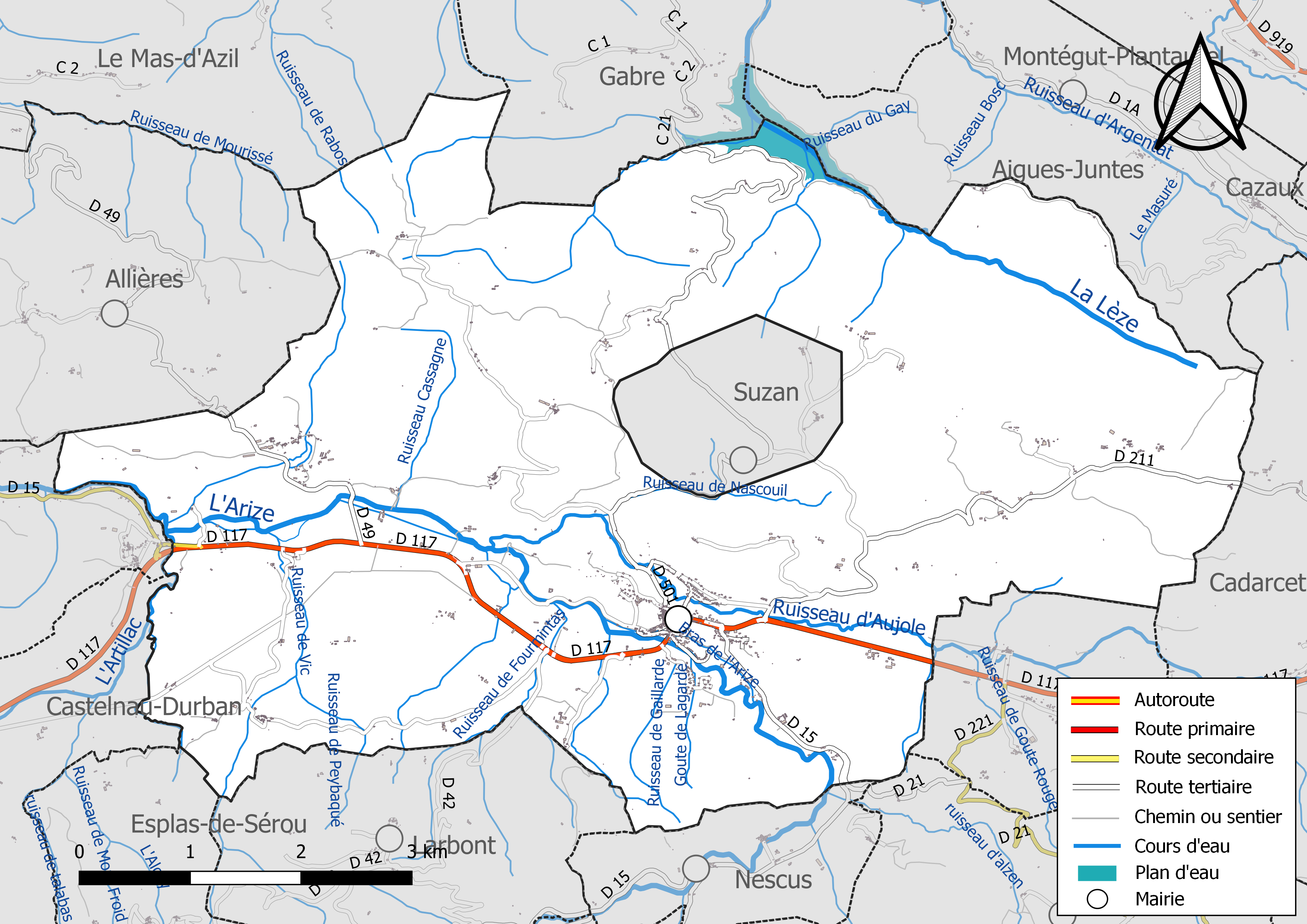
Réseaux hydrographique et routier de La Bastide-de-Sérou.

La commune est dans le bassin versant de la Garonne, au sein du bassin hydrographique Adour-Garonne. Elle est drainée par la Lèze, l'Arize, l'Artillac, le ruisseau d'Aujole, un bras de l'Arize, Goute de Lagarde, Goutè des Labadous, le ruisseau Cassagne, le ruisseau de Bourdales, le ruisseau de Fourmintas, le ruisseau de Gaillarde, le ruisseau de Nascouil, et par divers petits cours d'eau, constituant un réseau hydrographique de 55 km de longueur totale,.
La Lèze, d'une longueur totale de 70,2 km, prend sa source dans la commune et s'écoule vers le nord-ouest. Elle se jette dans l'Ariège à Labarthe-sur-Lèze, après avoir traversé 20 communes.
L'Arize, d'une longueur totale de 83,78 km, prend sa source dans la commune de Sentenac-de-Sérou et s'écoule du sud vers le nord. Elle traverse la commune et se jette dans la Garonne à Carbonne, après avoir traversé 20 communes.
L'Artillac, d'une longueur totale de 14,13 km, prend sa source dans la commune d'Esplas-de-Sérou et s'écoule du sud vers le nord. Il traverse la commune et se jette dans l'Arize sur le territoire communal, après avoir traversé 4 communes.
Le ruisseau d'Aujole, d'une longueur totale de 11,5 km, prend sa source dans la commune de Saint-Martin-de-Caralp et s'écoule d'est en ouest. Il traverse la commune et se jette dans l'Arize sur le territoire communal, après avoir traversé 4 communes.

### Climat
Pour des articles plus généraux, voir Climat de l'Occitanie et Climat de l'Ariège.
En 2010, le climat de la commune est de type climat océanique altéré, selon une étude s'appuyant sur une série de données couvrant la période 1971-2000. En 2020, Météo-France publie une typologie des climats de la France métropolitaine dans laquelle la commune est exposée à un climat de montagne et est dans la région climatique Pyrénées centrales, caractérisée par une pluviométrie annuelle de 1 000 à 1 200 mm.
Pour la période 1971-2000, la température annuelle moyenne est de 11,9 °C, avec une amplitude thermique annuelle de 15,3 °C. Le cumul annuel moyen de précipitations est de 890 mm, avec 9,8 jours de précipitations en janvier et 6,4 jours en juillet. Pour la période 1991-2020, la température moyenne annuelle observée sur la station météorologique installée sur la commune est de 11,9 °C et le cumul annuel moyen de précipitations est de 1 091,0 mm,. Pour l'avenir, les paramètres climatiques de la commune estimés pour 2050 selon différents scénarios d'émission de gaz à effet de serre sont consultables sur un site dédié publié par Météo-France en novembre 2022.
| Mois                                  | jan.         | fév.         | mars           | avril         | mai         | juin          | jui.        | août         | sep.          | oct.          | nov.         | déc.         | année    |
| ------------------------------------- | ------------ | ------------ | -------------- | ------------- | ----------- | ------------- | ----------- | ------------ | ------------- | ------------- | ------------ | ------------ | -------- |
| Température minimale moyenne (°C)     | −1,1         | −0,6         | 1,6            | 4             | 7,9         | 11,5          | 13,4        | 13,1         | 9,5           | 6,6           | 2,1          | −0,6         | 5,6      |
| Température moyenne (°C)              | 4,6          | 5,4          | 8,2            | 10,5          | 14,2        | 17,8          | 19,9        | 19,9         | 16,5          | 13            | 7,9          | 5,1          | 11,9     |
| Température maximale moyenne (°C)     | 10,3         | 11,4         | 14,7           | 17,1          | 20,5        | 24            | 26,4        | 26,7         | 23,4          | 19,5          | 13,7         | 10,9         | 18,2     |
| Record de froid (°C) date du record   | −13 12.01.10 | −17 09.02.12 | −16,5 01.03.05 | −5 05.04.1996 | −2 06.05.19 | 1 01.06.06    | 5 09.07.04  | 3 29.08.1998 | −1 26.09.02   | −5,5 30.10.12 | −11 18.11.07 | −14 25.12.01 | −17 2012 |
| Record de chaleur (°C) date du record | 21 13.01.15  | 29 27.02.19  | 28 24.03.01    | 29 30.04.05   | 32 13.05.15 | 37,5 29.06.19 | 38 25.07.19 | 39 13.08.03  | 35 02.09.1999 | 32 07.10.09   | 26 01.11.14  | 23 08.12.10  | 39 2003  |
| Précipitations (mm)                   | 91,4         | 79,1         | 76,4           | 110,9         | 119,6       | 96,1          | 71,7        | 78,8         | 79,5          | 89,7          | 110,1        | 87,7         | 1 091    |

### Milieux naturels et biodiversité

#### Espaces protégés
La protection réglementaire est le mode d’intervention le plus fort pour préserver des espaces naturels remarquables et leur biodiversité associée,.
La commune fait partie du parc naturel régional des Pyrénées ariégeoises, créé en 2009 et d'une superficie de 245 973 ha, qui s'étend sur 138 communes du département. Ce territoire unit les plus hauts sommets aux frontières de l’Andorre et de l’Espagne (la Pique d’Estats, le Mont Valier, etc) et les plus hautes vallées des avants-monts, jusqu’aux plissements du Plantaurel.
Un autre espace protégé est présent sur la commune :
les « ruisseaux à écrevisses : l'Artix, le Moulicot et le Volp », objet d'un arrêté de protection de biotope, d'une superficie de 9,8 ha.

#### Zones naturelles d'intérêt écologique, faunistique et floristique
L’inventaire des zones naturelles d'intérêt écologique, faunistique et floristique (ZNIEFF) a pour objectif de réaliser une couverture des zones les plus intéressantes sur le plan écologique, essentiellement dans la perspective d’améliorer la connaissance du patrimoine naturel national et de fournir aux différents décideurs un outil d’aide à la prise en compte de l’environnement dans l’aménagement du territoire.
Quatre ZNIEFF de type 1 sont recensées sur la commune :
- l'« Arize et affluents en aval de Cadarcet » (379 ha), couvrant 21 communes dont 18 dans l'Ariège et 3 dans la Haute-Garonne[32] ;
- « le Plantaurel : du Mas d'Azil à l'Ariège » (15 850 ha), couvrant 26 communes du département[33] ;
- le « massif de l'Arize, versant nord » (12 354 ha), couvrant 23 communes du département[34] ;
- « vallon du Nascouil et monts de la Bouiche, de la Garosse et de la Bouyche » (395 ha), couvrant 2 communes du département[35] ;

et deux ZNIEFF de type 2, :
- « le Plantaurel » (42 116 ha), couvrant 72 communes dont 68 dans l'Ariège, 2 dans l'Aude et 2 dans la Haute-Garonne[36] ;
- le « massif de l'Arize » (42 110 ha), couvrant 40 communes du département[37].

Carte des ZNIEFF de type 1 et 2 à La Bastide-de-Sérou.
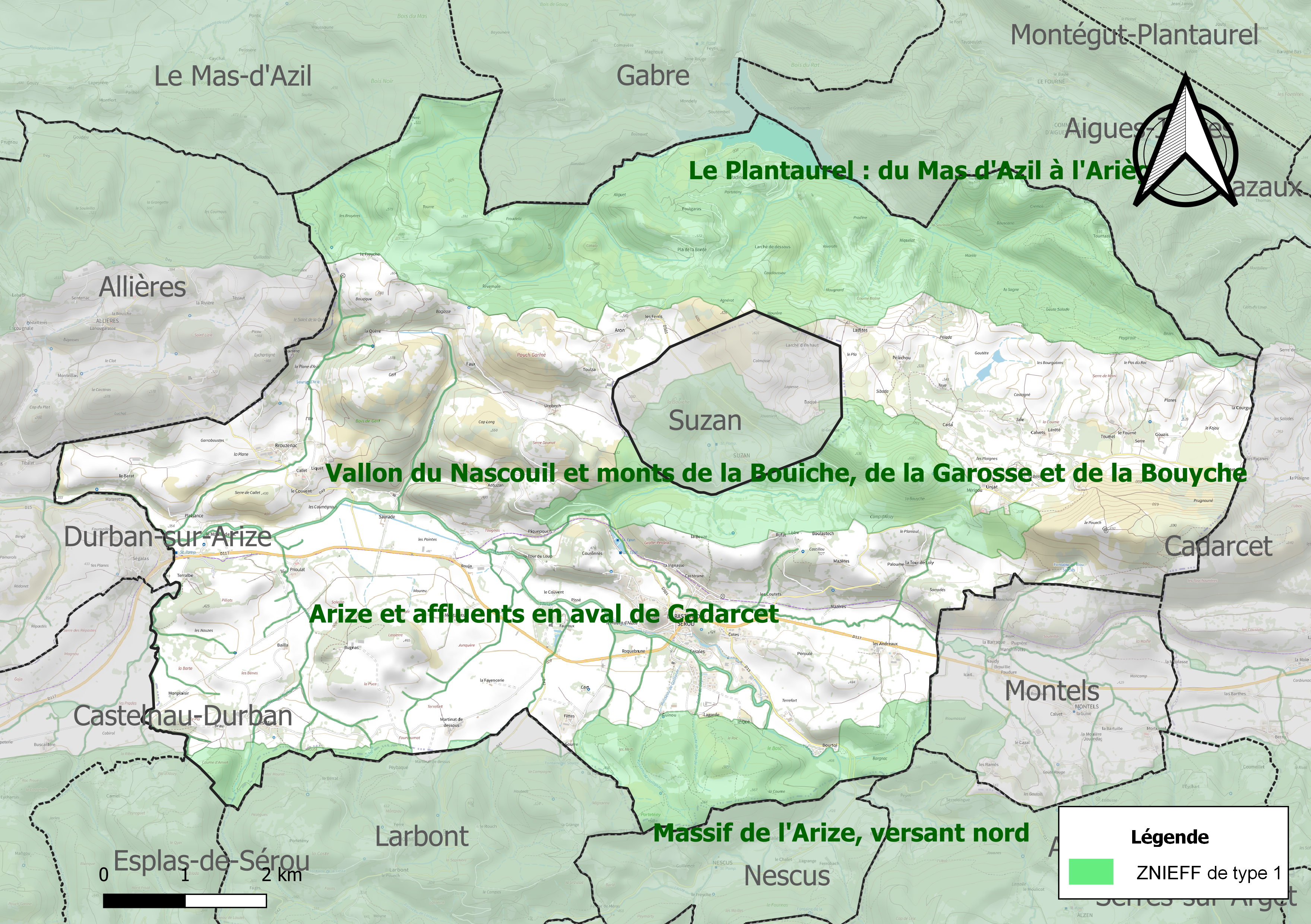
Carte des ZNIEFF de type 1 sur la commune.
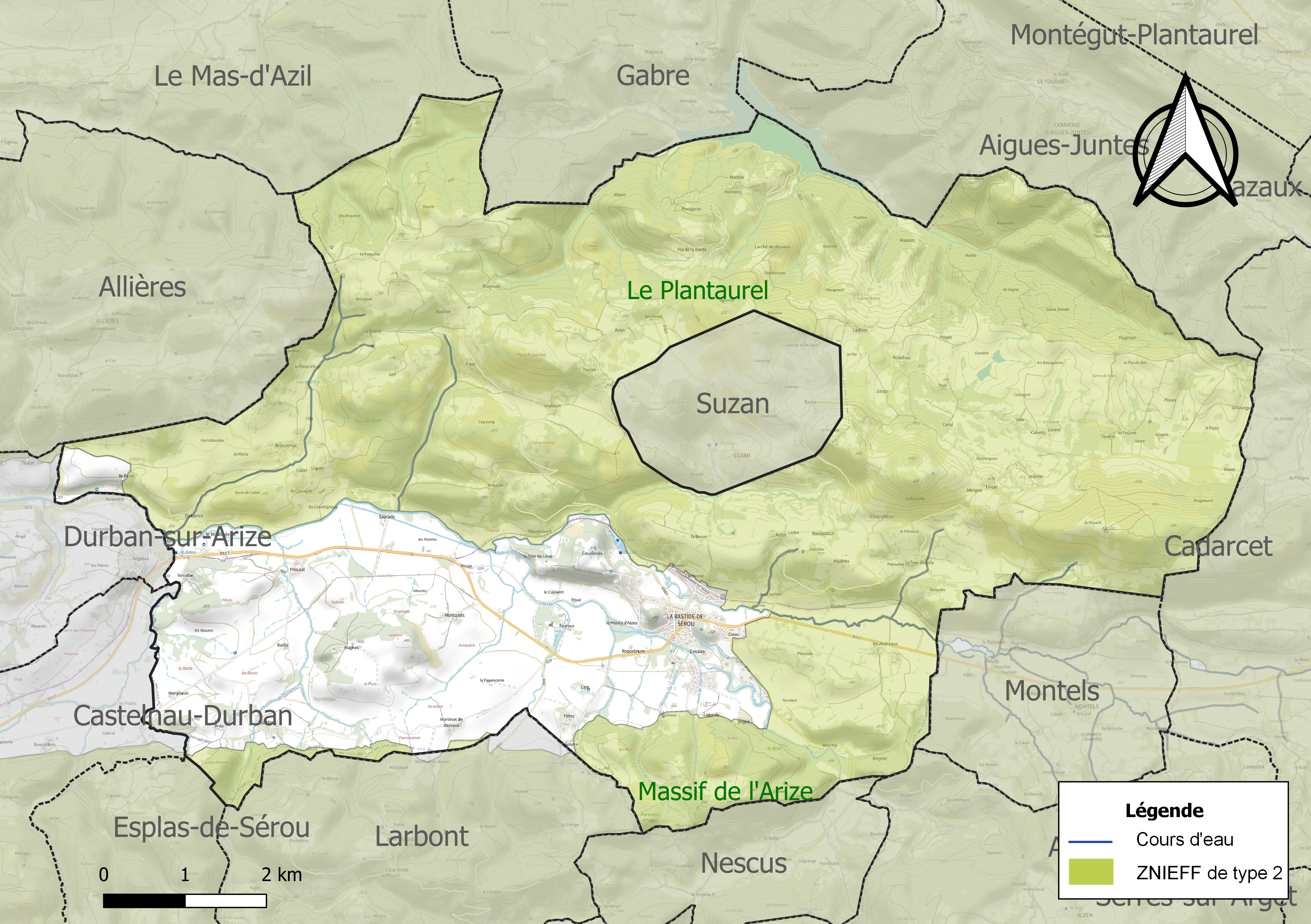
Carte des ZNIEFF de type 2 sur la commune.

## Urbanisme

### Typologie
Au 1er janvier 2024, La Bastide-de-Sérou est catégorisée commune rurale à habitat dispersé, selon la nouvelle grille communale de densité à 7 niveaux définie par l'Insee en 2022.
Elle est située hors unité urbaine et hors attraction des villes,.

### Occupation des sols

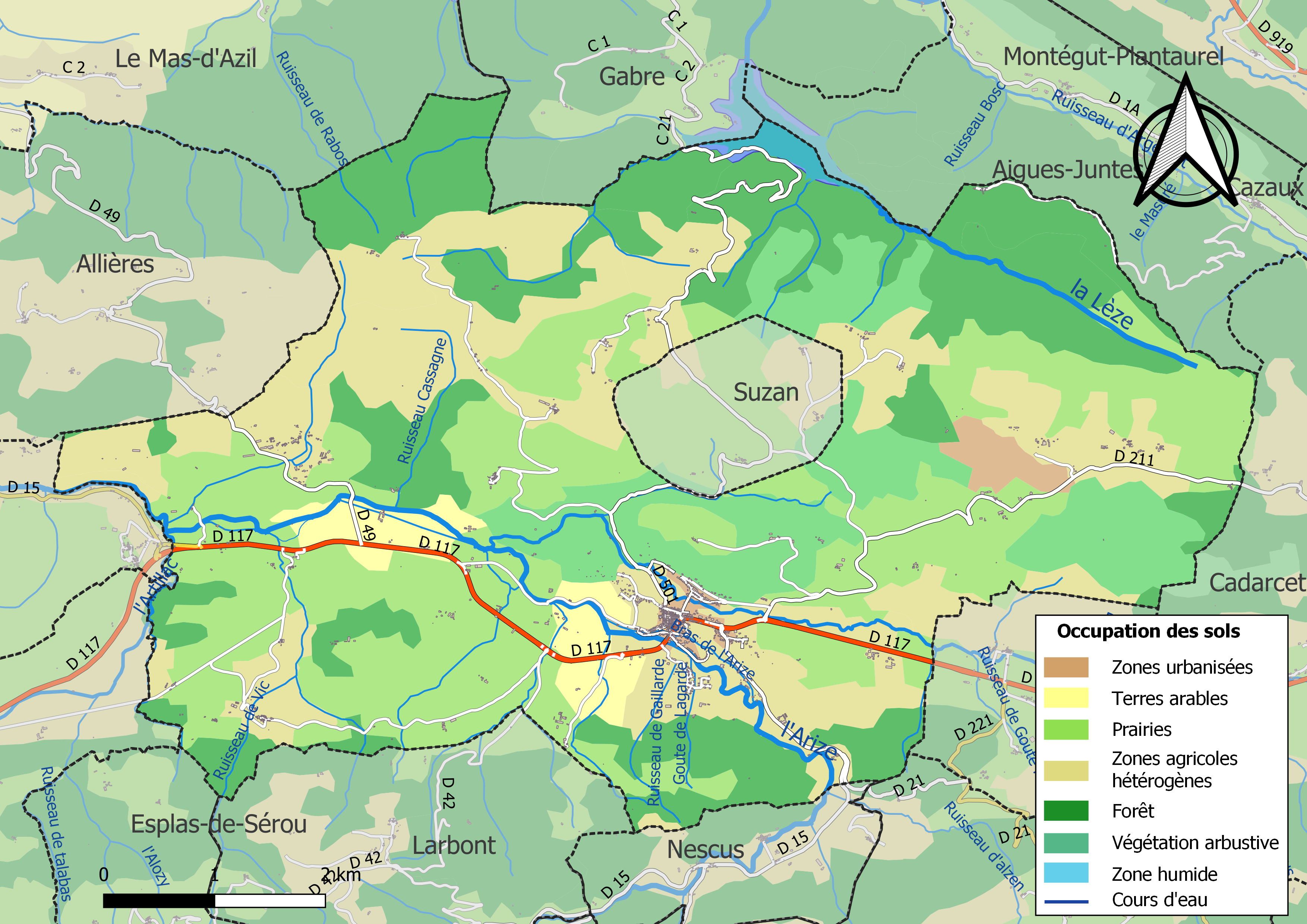
Carte des infrastructures et de l'occupation des sols de la commune en 2018 (CLC).

L'occupation des sols de la commune, telle qu'elle ressort de la base de données européenne d’occupation biophysique des sols Corine Land Cover (CLC), est marquée par l'importance des territoires agricoles (67,9 % en 2018), en augmentation par rapport à 1990 (67,1 %). La répartition détaillée en 2018 est la suivante :
zones agricoles hétérogènes (33,3 %), prairies (31 %), forêts (24,6 %), milieux à végétation arbustive et/ou herbacée (4,4 %), terres arables (3,6 %), espaces verts artificialisés, non agricoles (1,4 %), zones urbanisées (1,1 %), eaux continentales (0,5 %). L'évolution de l’occupation des sols de la commune et de ses infrastructures peut être observée sur les différentes représentations cartographiques du territoire : la carte de Cassini (XVIIIe siècle), la carte d'état-major (1820-1866) et les cartes ou photos aériennes de l'IGN pour la période actuelle (1950 à aujourd'hui).

### Habitat et logement
En 2018, le nombre total de logements dans la commune était de 656, alors qu'il était de 643 en 2013 et de 621 en 2008.
Parmi ces logements, 68,3 % étaient des résidences principales, 16,2 % des résidences secondaires et 15,5 % des logements vacants. Ces logements étaient pour 83,8 % d'entre eux des maisons individuelles et pour 15,7 % des appartements.
Le tableau ci-dessous présente la typologie des logements à La Bastide-de-Sérou en 2018 en comparaison avec celle de l'Ariège et de la France entière. Une caractéristique marquante du parc de logements est ainsi une proportion de résidences secondaires et logements occasionnels (16,2 %) inférieure à celle du département (24,6 %) mais supérieure à celle de la France entière (9,7 %). Concernant le statut d'occupation de ces logements, 66,7 % des habitants de la commune sont propriétaires de leur logement (69,9 % en 2013), contre 66,3 % pour l'Ariège et 57,5 % pour la France entière.
| Typologie                                               | La Bastide-de-Sérou | Ariège | France entière |
| ------------------------------------------------------- | ------------------- | ------ | -------------- |
| Résidences principales (en %)                           | 68,3                | 65,7   | 82,1           |
| Résidences secondaires et logements occasionnels (en %) | 16,2                | 24,6   | 9,7            |
| Logements vacants (en %)                                | 15,5                | 9,7    | 8,2            |

### Risques majeurs
Le territoire de la commune de La Bastide-de-Sérou est vulnérable à différents aléas naturels : inondations, climatiques (grand froid ou canicule), feux de forêts, mouvements de terrains et séisme (sismicité modérée). Il est également exposé à un risque technologique, le transport de matières dangereuses, et à un risque particulier, le risque radon,.

#### Risques naturels

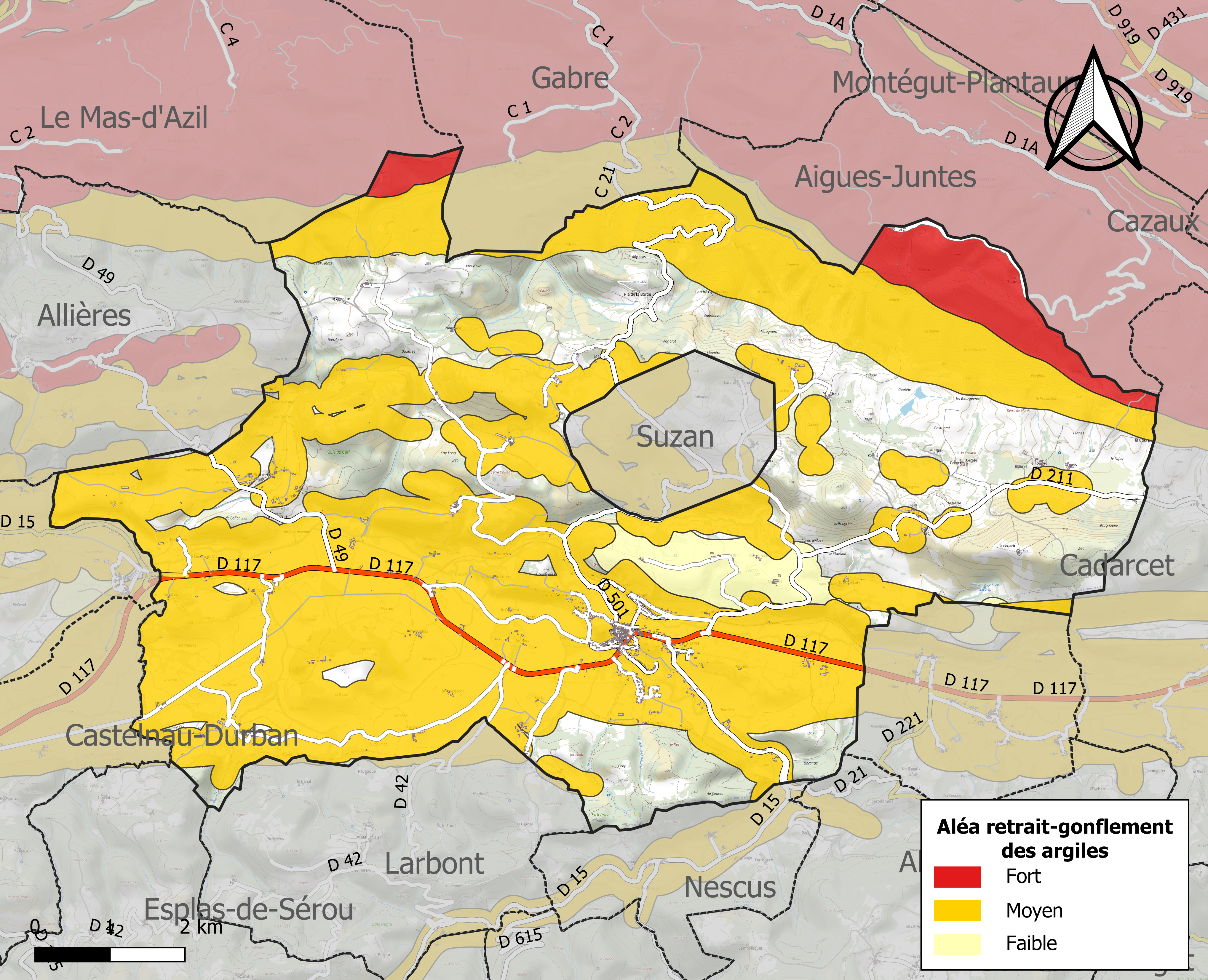
Zonage de l'aléa retrait-gonflement des argiles sur la commune de La Bastide-de-Sérou.

Certaines parties du territoire communal sont susceptibles d’être affectées par le risque d’inondation par débordement, crue torrentielle d'un cours d'eau, l'Arize, ou ruissellement d'un versant. L’épisode de crue le plus marquant dans le département reste sans doute celui de 1875. Parmi les inondations marquantes plus récentes concernant l'Arize figurent les crues de 1977, de 1992, de 1993, de 2000 et de 2007.
Les mouvements de terrains susceptibles de se produire sur la commune sont soit des chutes de blocs, soit des glissements de terrains, soit des effondrements liés à des cavités souterraines, soit des mouvements liés au retrait-gonflement des argiles. Près de 50 % de la superficie du département est concernée par l'aléa retrait-gonflement des argiles, dont la commune de La Bastide-de-Sérou. L'inventaire national des cavités souterraines permet par ailleurs de localiser celles situées sur la commune.
Ces risques naturels sont pris en compte dans l'aménagement du territoire de la commune par le biais d'un plan de prévention des risques (PPR) inondation et mouvement de terrain approuvé le 8 février 2008.

#### Risques technologiques
Le risque de transport de matières dangereuses par une infrastructure routière ou ferroviaire ou par une canalisation de transport de gaz concerne la commune. Un accident se produisant sur une telle infrastructure est en effet susceptible d’avoir des effets graves au bâti ou aux personnes jusqu’à 350 m, selon la nature du matériau transporté. Des dispositions d’urbanisme peuvent être préconisées en conséquence.

#### Risque particulier
Dans plusieurs parties du territoire national, le radon, accumulé dans certains logements ou autres locaux, peut constituer une source significative d’exposition de la population aux rayonnements ionisants. Toutes les communes du département sont concernées par le risque radon à un niveau plus ou moins élevé. Selon la classification de 2018, la commune de La Bastide-de-Sérou est classée en zone 2, à savoir zone à potentiel radon faible mais sur lesquelles des facteurs géologiques particuliers peuvent faciliter le transfert du radon vers les bâtiments.

## Toponymie
Pays des Serones, ancienne peuplade gauloise.

## Histoire
Des vestiges de l'antiquité sont encore visibles dans les environs : amphores de Nescus, lac asséché d'Alzen, mines des Atiels, chemin gallo-romain vers Castelnau-Durban..
Au Moyen Âge, le village est chef-lieu de l'une des seize châtellenies du comté de Foix.
En 1150, La Bastide-de-Sérou s'appelait Montesquieu (Mont Farouche) et était alors composée des quartiers Noir et de la Faurie. Puis, en 1246, Montesquieu devient la Bastide d'Antuzan.
Le comte de Foix conforte son domaine vers l'ouest en prenant l'initiative de créer des bastides, d'abord Le Mas d'Azil (1246) puis La Bastide-de-Sérou.En 1252, la commune passe sous le régime de la charte de Roger IV de Foix qui remet en question le monopole des moulins et forges. La place retrouve son nom primitif et Roger IV l'entoura d'une enceinte de murailles avec quatre portes : la porte du Mas, la porte de Foix, la porte d'Arize et la porte de la Faurie.
C'est au XIVe siècle que le bourg prend son nom actuel. Le château, mentionné en 1255, fut rasé sous ordre de Louis XIII. Il abritait une garnison du comte de Foix, ainsi qu'une prison. Son imposante enceinte était suivie par des escoussières (chemin de ronde). La ville était encore enclose en 1672.
Gaston Ier de Foix-Béarn, qui avait épousé Ferdinande de Nègrepont, fut appelé à la cour de Philippe le Bel. Ce dernier encouragea les amours de sa nièce, Jeanne d'Artois, et de Gaston Ier, au détriment de Ferdinande de Nègrepont. Gaston Ier envoya une ambassade au pape pour recevoir une autorisation de répudiation de Ferdinande. Ce qui lui fut refusé. Philippe le Bel passa outre et obligea son chapelain à consacrer son nouveau mariage. Ferdinande se réfugia au château de la Bastide-de-Sérou. Leur relation perdura néanmoins et Ferdinande tomba enceinte. Elle s'établit alors à « la Tour » de la Bastide-de-Sérou, où naquit le garçon, Lou. (« La Tour de Lou » devenue aujourd'hui « La Tour du Loup »). Gaston Ier fit construire pour Ferdinande l'abbaye des Salenques aux Bordes-sur-Arize [réf. nécessaire].
Le titre de maire apparaît pour la première fois en 1745. Comme de nombreuses communes de la région, femmes et hommes étaient en égalité pour la prise des décisions.
Les événements de 1789, qui furent connus plus tard, entraînèrent à La Bastide la confiscation des armes des nobles, la peur des prêtres dont certains se cachèrent, la fermeture de l'église dont six cloches seront fondues.
L'arbre de la Liberté était dressé en haut de la place et fut replanté en 1848. Il donne naissance à une chanson : Aquet arbré, aro l'aben arrapat …
En 1823, le champ de Mars est planté d'ormeaux qui seront remplacés par des platanes en 1836. Également en 1823, la mairie achète un immeuble place de l'église pour en faire un hospice.
La halle actuelle date de 1829-1830, remplaçant l'ancienne, dont le couvert reposait sur 21 piliers de pierre. Les mesures sont en place depuis 1872.

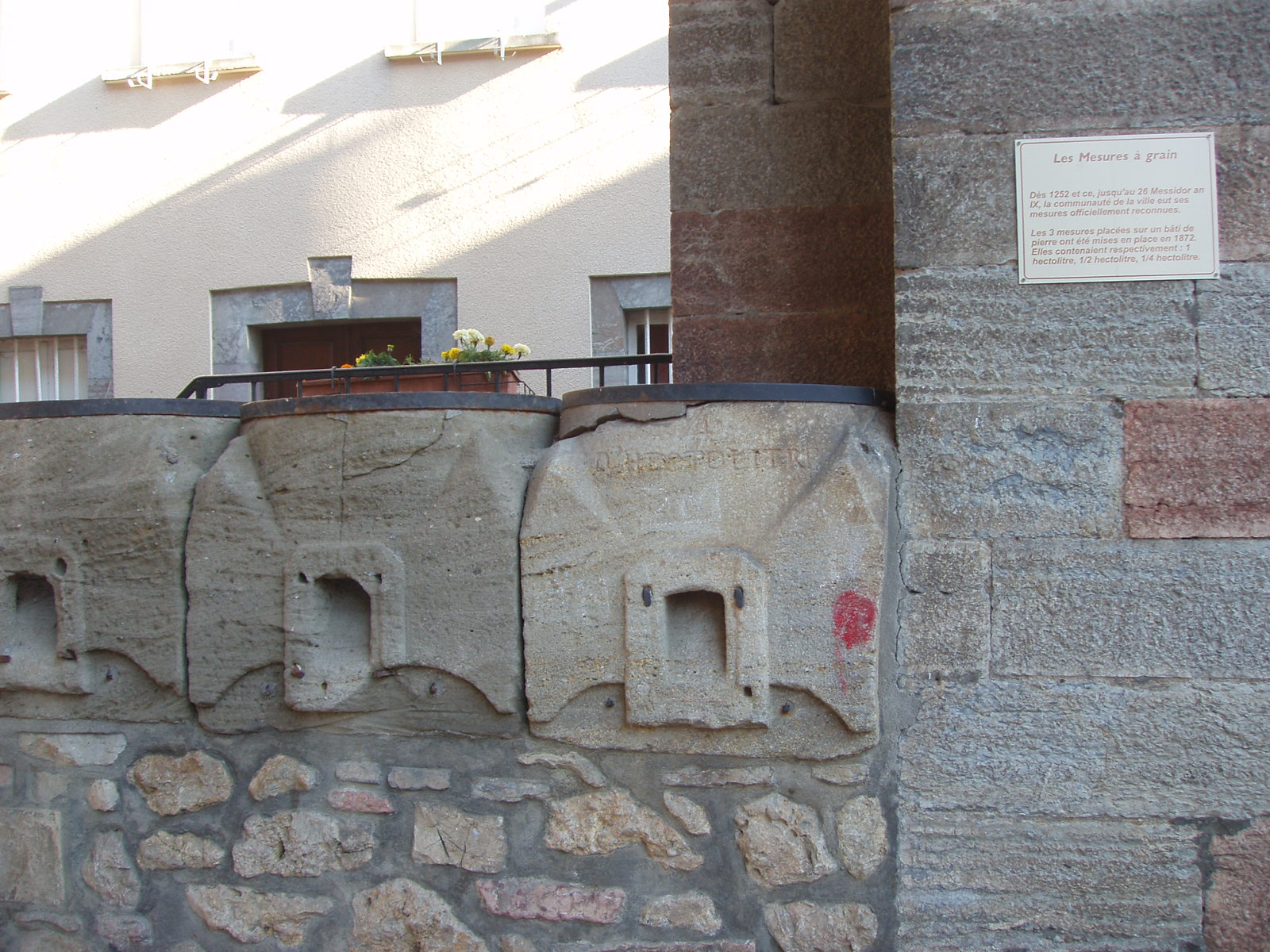
Mesures à grain anciennes sous la halle.

L'église Saint-Jean-Baptiste, remaniée sans style déterminé, abrite un christ rhénan du XVe siècle et une piéta, tous les deux classés.
Vers 1843, les rues furent éclairées de douze réverbères. La chapelle Saint-Roch date de 1852. Une terrible épidémie de choléra frappa le bourg en 1854 ; elle fit de nombreux morts dont la majorité fut inhumée dans la nouvelle chapelle.
À l'intérieur des murailles, les petites gens disposaient toujours de maisons où les animaux vivaient également. La Bastide-de-Sérou a longtemps manqué d'eau à l'intérieur de ses murailles : source du foirail, source del cassé et quelques puits locaux. Après 1858, l'eau fut amenée de la tour de Loli, alimentant les bornes fontaines.
Fondation de la caisse d'épargne en 1862 puis, en 1864, construction du bureau du télégraphe. Vers 1870, il y avait quatre foires par an, chacune durant deux jours. La Maison commune (hôtel de ville) était alors à l'angle de la rue de Foix et de la rue de la Rose. Le couvent des Cordeliers, qui date de 1222, abrite une ferme depuis 1882.
La commune était desservie par la ligne ferroviaire de Foix à Saint-Girons mise en service en 1902 depuis Foix puis en 1903 vers Saint-Girons. Elle a été fermée au service des voyageurs le 23 mars 1955. Elle a été valorisée en voie verte pour la randonnée pédestre et cycliste autour de 2010.

## Politique et administration

### Découpage territorial
La commune de La Bastide-de-Sérou est membre de la communauté de communes Couserans-Pyrénées, un établissement public de coopération intercommunale (EPCI) à fiscalité propre créé le 18 novembre 2016 dont le siège est à Saint-Lizier. Ce dernier est par ailleurs membre d'autres groupements intercommunaux.
Sur le plan administratif, elle est rattachée à l'arrondissement de Saint-Girons, au département de l'Ariège, en tant que circonscription administrative de l'État, et à la région Occitanie.
Sur le plan électoral, elle dépend du canton du Couserans Est pour l'élection des conseillers départementaux, depuis le redécoupage cantonal de 2014 entré en vigueur en 2015, et de la première circonscription de l'Ariège  pour les élections législatives, depuis le redécoupage électoral de 1986.

### Liste des maires
| Période                                  | Période            | Identité          | Étiquette   | Qualité               |
| ---------------------------------------- | ------------------ | ----------------- | ----------- | --------------------- |
| Les données manquantes sont à compléter. |                    |                   |             |                       |
| 1919                                     | 1925               | Louis Charles     | Républicain | Conseiller général    |
|                                          |                    |                   |             |                       |
| 1971                                     | 1983               | Jean Nayrou       | PS          | Sénateur              |
| 1983                                     | 1989               | Fernand Eychenne  | PS          |                       |
| mars 1989                                | 2001               | Henri Nayrou      | PS          | Député                |
| mars 2001                                | mai 2020           | Alain Metge       | PS          | Retraité              |
| mai 2020                                 | En cours (au 2026) | Christophe Pillon | SE          | Enseignant secondaire |

## Population et société

### Démographie
L'évolution du nombre d'habitants est connue à travers les recensements de la population effectués dans la commune depuis 1793. Pour les communes de moins de 10 000 habitants, une enquête de recensement portant sur toute la population est réalisée tous les cinq ans, les populations de référence des années intermédiaires étant quant à elles estimées par interpolation ou extrapolation. Pour la commune, le premier recensement exhaustif entrant dans le cadre du nouveau dispositif a été réalisé en 2005.

En 2022, la commune comptait 972 habitants, en évolution de +1,46 % par rapport à 2016 (Ariège : +1,48 %, France hors Mayotte : +2,11 %).
| 1793  | 1800  | 1806  | 1821  | 1831  | 1836  | 1841  | 1846  | 1851  |
| ----- | ----- | ----- | ----- | ----- | ----- | ----- | ----- | ----- |
| 2 132 | 1 830 | 2 600 | 2 669 | 2 911 | 2 858 | 2 865 | 2 944 | 2 987 |

| 1856  | 1861  | 1866  | 1872  | 1876  | 1881  | 1886  | 1891  | 1896  |
| ----- | ----- | ----- | ----- | ----- | ----- | ----- | ----- | ----- |
| 2 710 | 2 717 | 2 781 | 2 889 | 2 865 | 2 671 | 2 591 | 2 504 | 2 505 |

| 1901  | 1906  | 1911  | 1921  | 1926  | 1931  | 1936  | 1946  | 1954  |
| ----- | ----- | ----- | ----- | ----- | ----- | ----- | ----- | ----- |
| 2 539 | 2 519 | 2 528 | 1 704 | 1 634 | 1 398 | 1 334 | 1 190 | 1 149 |

| 1962  | 1968 | 1975 | 1982 | 1990 | 1999 | 2005 | 2006 | 2010 |
| ----- | ---- | ---- | ---- | ---- | ---- | ---- | ---- | ---- |
| 1 028 | 962  | 941  | 962  | 933  | 907  | 943  | 949  | 958  |

| 2015 | 2020 | 2022 | - | - | - | - | - | - |
| ---- | ---- | ---- | - | - | - | - | - | - |
| 961  | 992  | 972  | - | - | - | - | - | - |

### Enseignement
École municipale et son CLAE

### Sports
- Eco-golf Ariège-Pyrénées : un golf 18 trous, à Unjat
- Piscine municipale,
- Terrain de rugby,
- Deux courts de tennis éclairés avec club-house,
- le Centre national du cheval de Mérens.

## Économie

### Revenus
En 2018, la commune compte 430 ménages fiscaux, regroupant 864 personnes. La médiane du revenu disponible par unité de consommation est de 18 900 € (19 820 € dans le département).

### Emploi
| Division       | 2008  | 2013   | 2018   |
| -------------- | ----- | ------ | ------ |
| Commune        | 8,6 % | 11,3 % | 15,6 % |
| Département    | 8,9 % | 11,1 % | 11,2 % |
| France entière | 8,3 % | 10 %   | 10 %   |

En 2018, la population âgée de 15 à 64 ans s'élève à 530 personnes, parmi lesquelles on compte 77,3 % d'actifs (61,7 % ayant un emploi et 15,6 % de chômeurs) et 22,7 % d'inactifs,. En 2018, le taux de chômage communal (au sens du recensement) des 15-64 ans est supérieur à celui de la France et du département, alors qu'il était inférieur à celui du département en 2008.
La commune est hors attraction des villes,. Elle compte 367 emplois en 2018, contre 419 en 2013 et 398 en 2008. Le nombre d'actifs ayant un emploi résidant dans la commune est de 339, soit un indicateur de concentration d'emploi de 108,5 % et un taux d'activité parmi les 15 ans ou plus de 50,8 %.
Sur ces 339 actifs de 15 ans ou plus ayant un emploi, 155 travaillent dans la commune, soit 46 % des habitants. Pour se rendre au travail, 75,3 % des habitants utilisent un véhicule personnel ou de fonction à quatre roues, 1,4 % les transports en commun, 11,8 % s'y rendent en deux-roues, à vélo ou à pied et 11,5 % n'ont pas besoin de transport (travail au domicile).

### Activités hors agriculture
150 établissements sont implantés à La Bastide-de-Sérou au 31 décembre 2019. Le tableau ci-dessous en détaille le nombre par secteur d'activité et compare les ratios avec ceux du département,.
| Secteur d'activité                                                                                        | Commune | Commune | Département |
| Secteur d'activité                                                                                        | Nombre  | %       | %           |
| --- | ------- | ------- | ----------- |
| Ensemble                                                                                                  | 150     | 100 %   | (100 %)     |
| Industrie manufacturière, industries extractives et autres                                                | 19      | 12,7 %  | (12,9 %)    |
| Construction                                                                                              | 15      | 10 %    | (14,2 %)    |
| Commerce de gros et de détail, transports, hébergement et restauration                                    | 38      | 25,3 %  | (27,5 %)    |
| Information et communication                                                                              | 3       | 2 %     | (1,8 %)     |
| Activités financières et d'assurance                                                                      | 4       | 2,7 %   | (2,8 %)     |
| Activités immobilières                                                                                    | 7       | 4,7 %   | (4,2 %)     |
| Activités spécialisées, scientifiques et techniques et activités de services administratifs et de soutien | 16      | 10,7 %  | (13,2 %)    |
| Administration publique, enseignement, santé humaine et action sociale                                    | 29      | 19,3 %  | (14,4 %)    |
| Autres activités de services                                                                              | 19      | 12,7 %  | (8,8 %)     |

Le secteur du commerce de gros et de détail, des transports, de l'hébergement et de la restauration est prépondérant sur la commune puisqu'il représente 25,3 % du nombre total d'établissements de la commune (38 sur les 150 entreprises implantées à La Bastide-de-Sérou), contre 27,5 % au niveau départemental.
Les deux entreprises ayant leur siège social sur le territoire communal qui génèrent le plus de chiffre d'affaires en 2020 sont :
- Terre Et Sol, activités de soutien aux cultures (31 k€) ;
- Loulou, location de logements (30 k€).

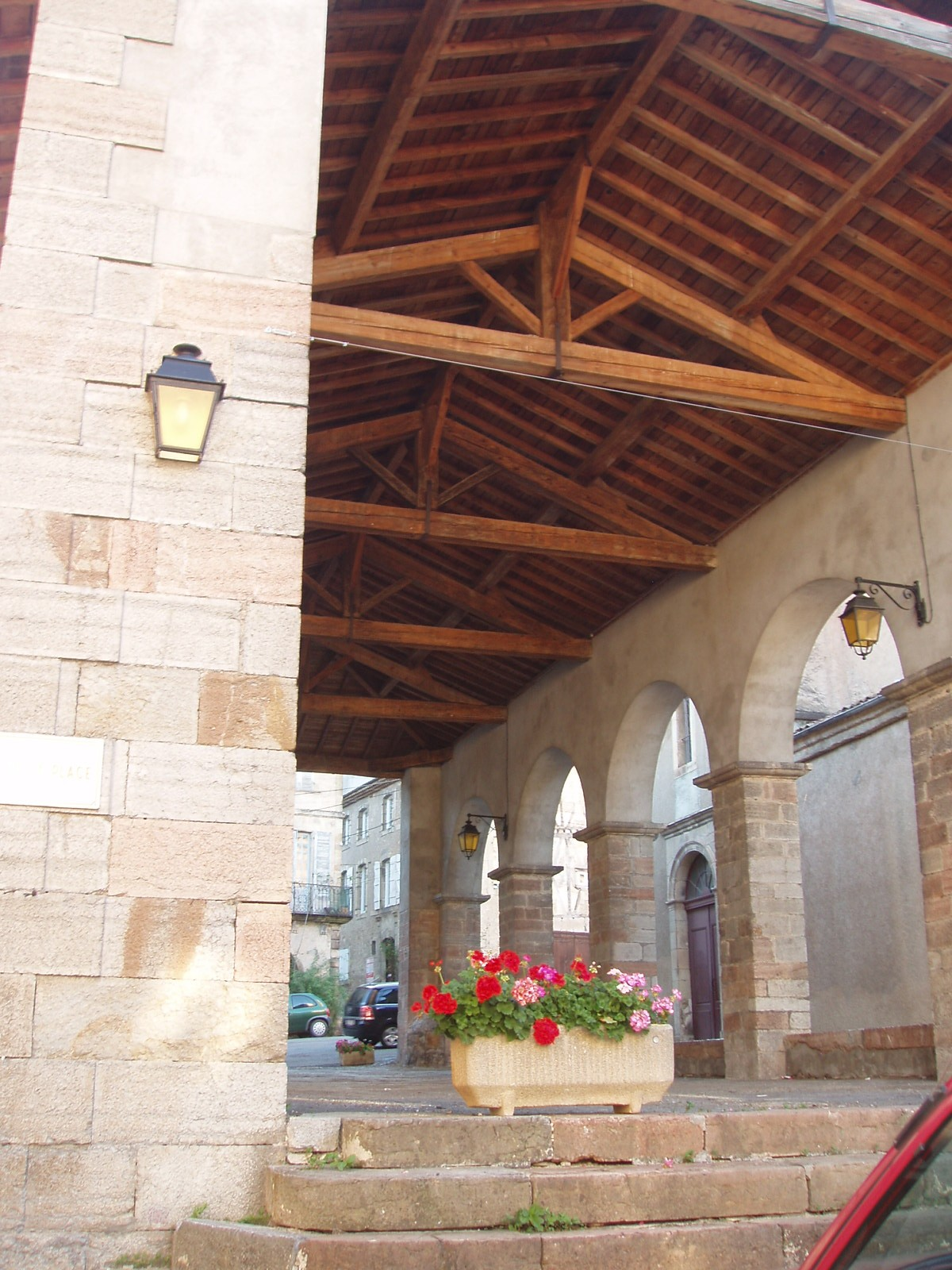
La halle.

Plus de 200 entreprises, très majoritairement individuelles, sont installées sur la commune.
Au Champ-de-Mars se tient un marché hebdomadaire le jeudi matin.
Inaugurés en 1989, les 24 chalets du village de vacances communal vont être rénovés avec du mélèze local par des entreprises du secteur. Par cette rénovation, un classement 3 étoiles et le label Tourisme et handicap est attendu en 2019.
De nombreux artisans et producteurs « bio » sont installés dans le périmètre de la commune. La foire « Ariège en bio » s'y déroule régulièrement un dimanche d'octobre.
- « El Biscarron », fromage de type pâte molle produit à partir de lait cru de vache, crottins de chèvre nature et aux herbes, ferme de la Biscarrère, au hameau les Estaniels.

### Agriculture
La commune fait partie de la petite région agricole dénommée « Région sous-pyrénéenne ». En 2010, l'orientation technico-économique de l'agriculture  sur la commune est l'élevage de bovins, lait, élevage et viande combinés.
|                                   | 1988  | 2000 | 2010 |
| --------------------------------- | ----- | ---- | ---- |
| Exploitations                     | 58    | 45   | 42   |
| Superficie agricole utilisée (ha) | 2 517 | 2667 | 2546 |

Le nombre d'exploitations agricoles en activité et ayant leur siège dans la commune est passé de 58 lors du recensement agricole de 1988 à 45 en 2000 puis à 42 en 2010, soit une baisse de 28 % en 22 ans. Le même mouvement est observé à l'échelle du département qui a perdu pendant cette période 48 % de ses exploitations. La surface agricole utilisée sur la commune a quant à elle augmenté, passant de 2 517 ha en 1988 à 2 546 ha en 2010. Parallèlement la surface agricole utilisée moyenne par exploitation a augmenté, passant de 43 à 61 ha.

## Culture locale et patrimoine

### Lieux et monuments
- Église Saint-Jean-Baptiste de La Bastide-de-Sérou.
- Église Notre-Dame-de-la-Nativité, au hameau d'Unjat, inscrite à l'inventaire des monuments historiques depuis 1992[65].
- Église de la Nativité-de-la-Vierge-Marie de Brouzenac.
- Église Saint-Pierre-aux-Liens d'Aron[66],[67].
- Église Notre-Dame-de-l'Assomption de Vic-de-Sérou[68].
- Chapelle du château Castelmire de La Bastide-de-Sérou.
- Chapelle Saint-Roch de La Bastide-de-Sérou.
- Lac-réservoir de Mondely, avec maîtres nageurs en été.
- Élevage et exposition de reptiles, à Brouzenac.
- Château du val Larbont.
- Deux arbres remarquables : le chêne d’Antuzan, 700 ans, 6 m de circonférence (coordonnées GPS : 370273 – 4764679) et le châtaignier de la Beuze, 300 ans, 6 m de circonférence (coordonnées GPS : 372102 – 4764145).
- Mine de cuivre gallo-romaine du Goutil, classée aux monuments historiques en 1982.

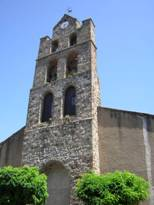
Église Saint-Jean-Baptiste de La Bastide-de-Sérou.
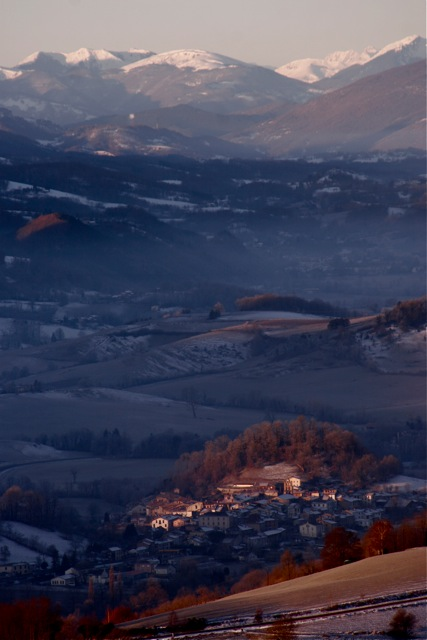
Vue sur les Pyrénées et sur La Bastide-de-Sérou.
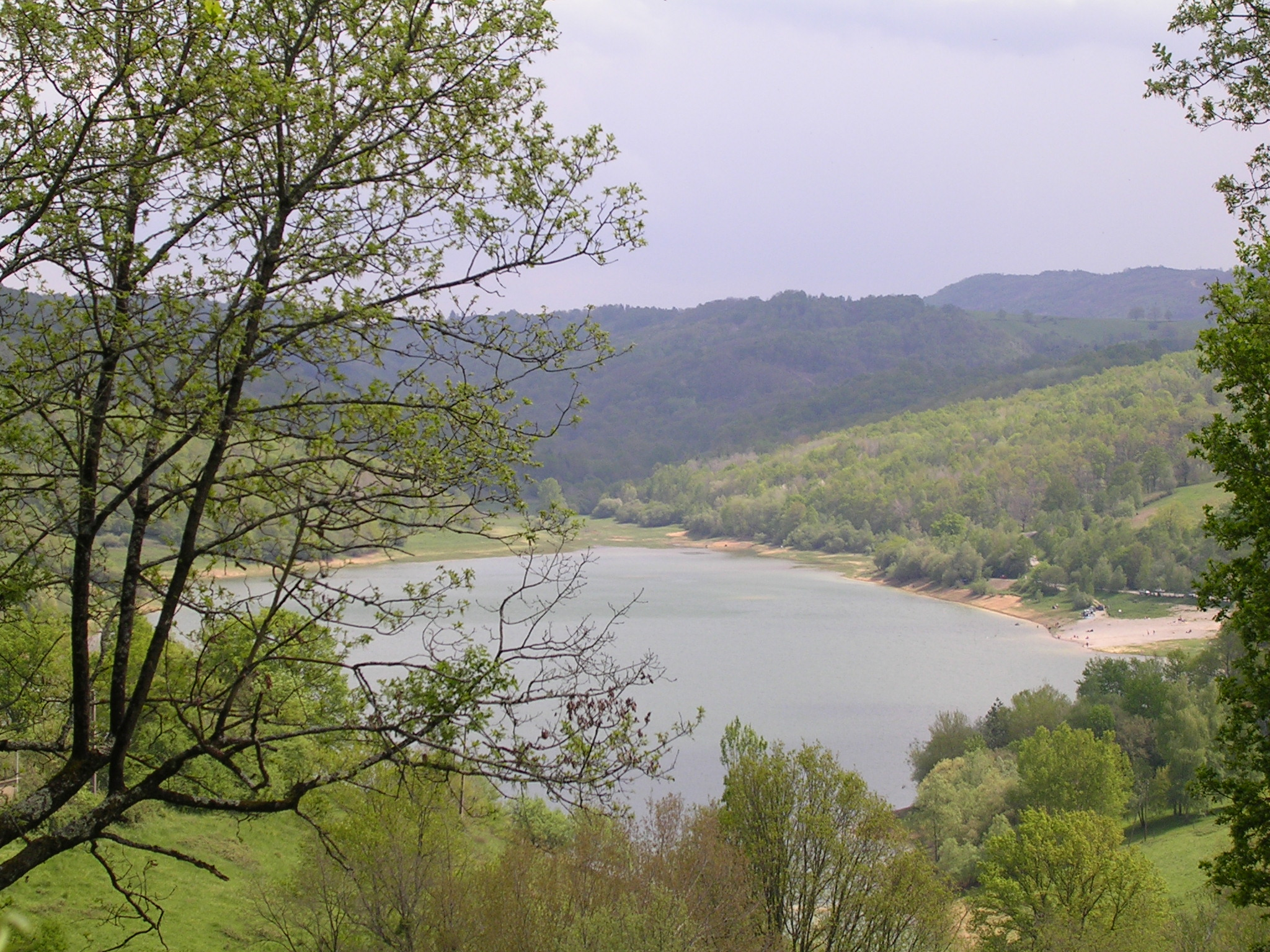
Lac de Mondély.
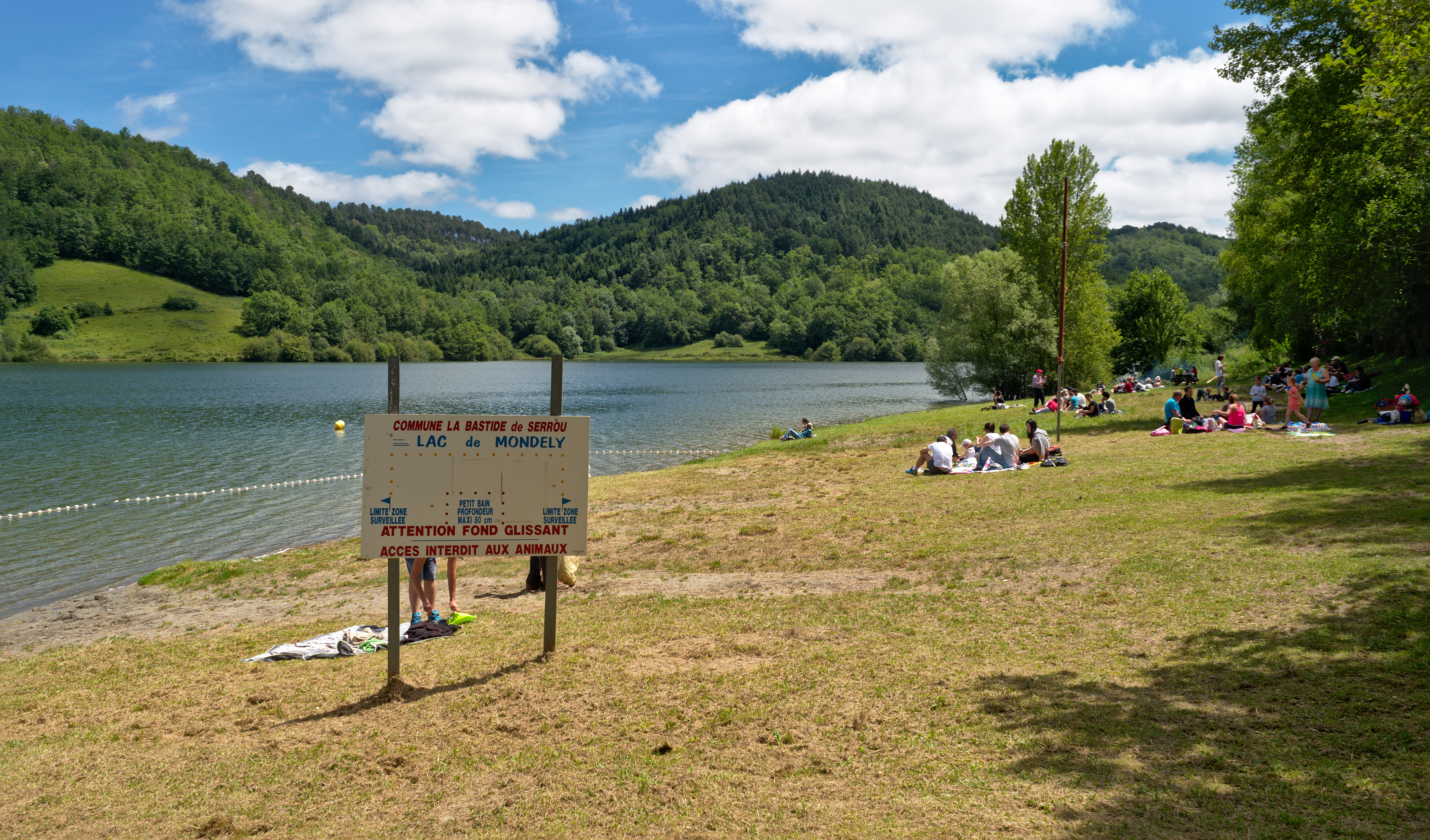
Lac de Mondély.
Lac de Mondély, panorama.
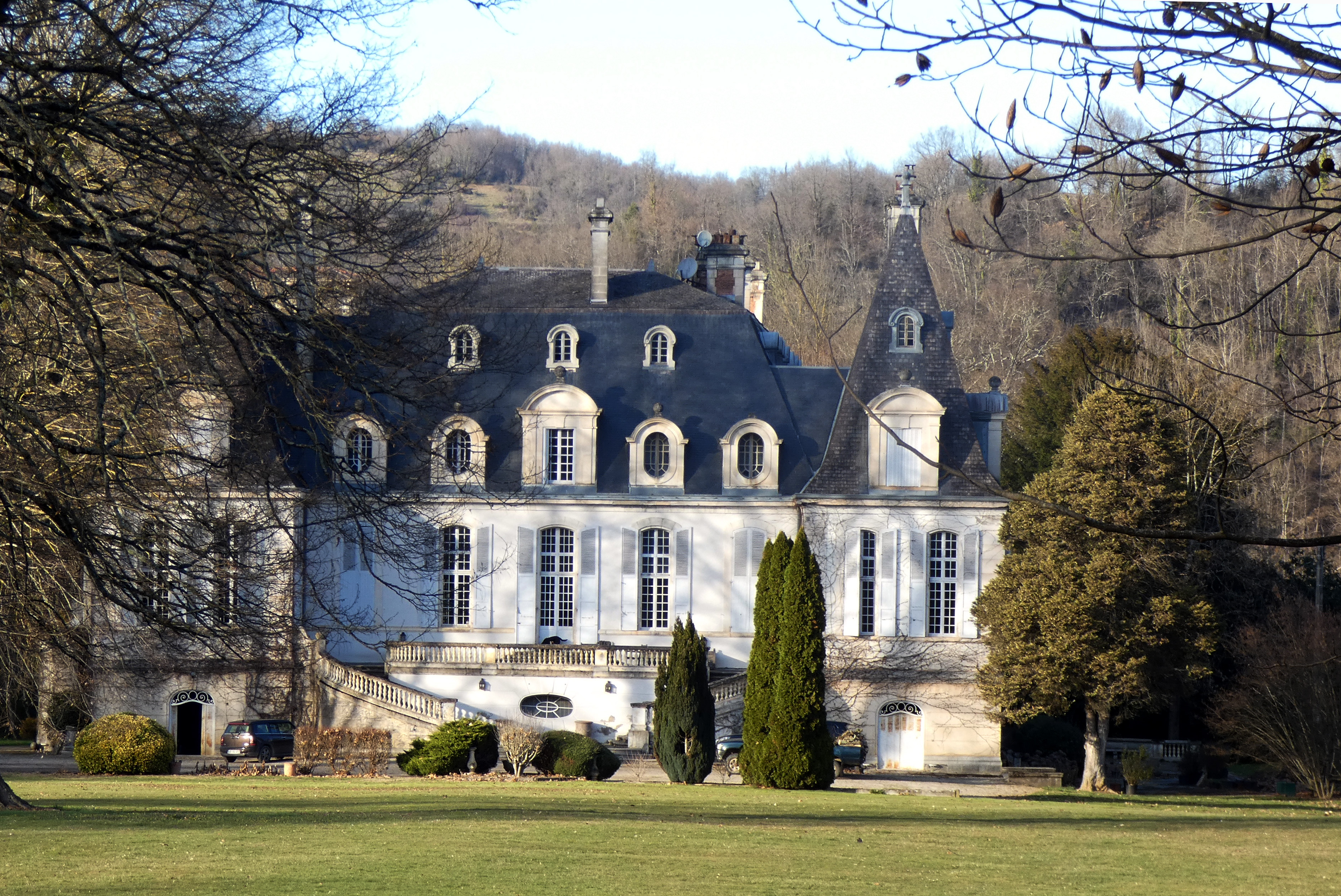
Château de Val Larbont.
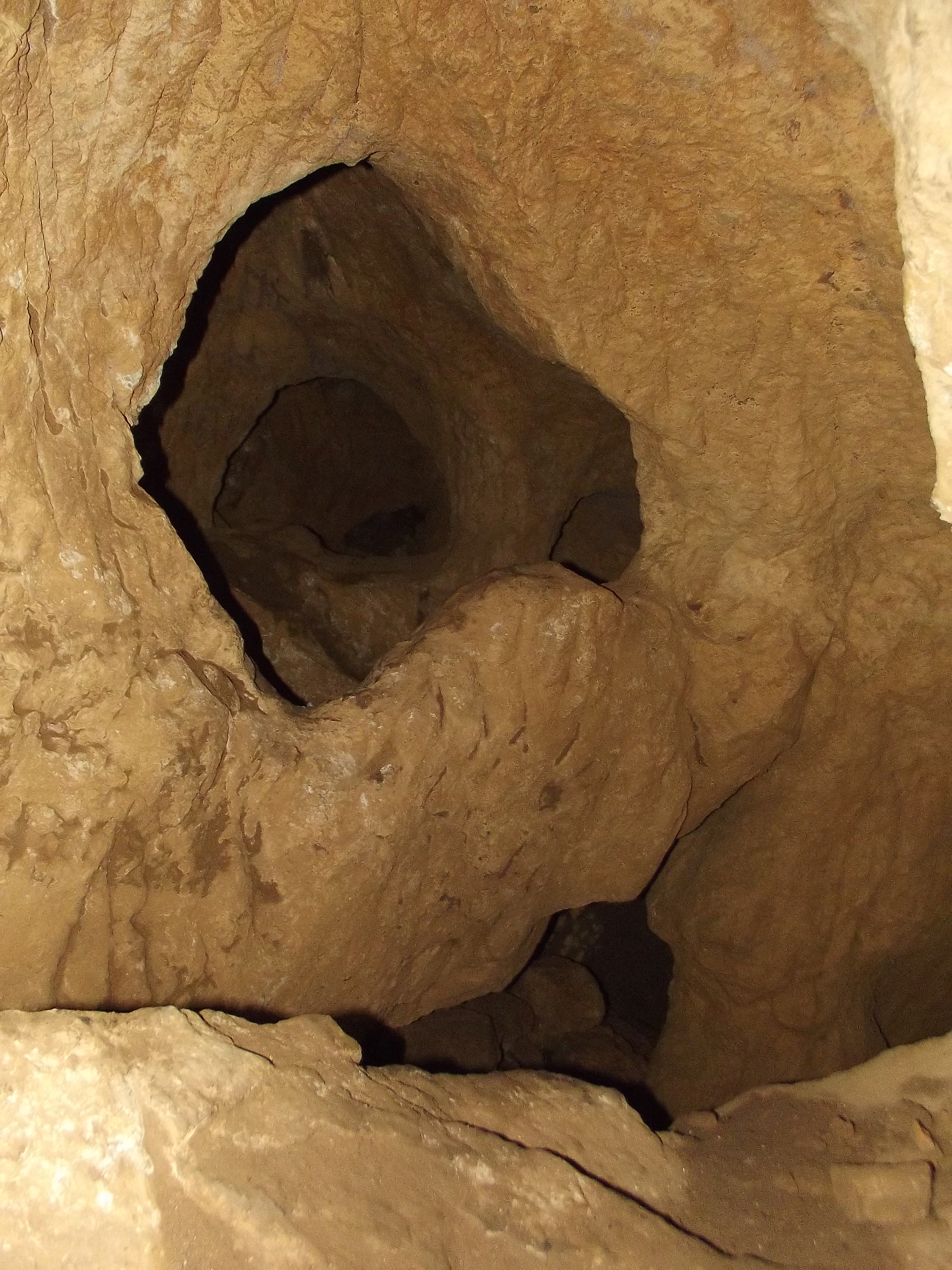
Mine de cuivre de Goutil.

### Personnalités liées à la commune
- Adolphe d'Assier (1827-1889), explorateur et écrivain français né à La Bastide et mort à Aulus-les-Bains.
- Marguerite d'Escola (1880-1971), romancière et critique, née sur la commune.
- Lucien Lafont de Sentenac (1893-1986), directeur des haras de Cluny (années 1920), Pau - Gelos (1930), Villeneuve-sur-Lot (1940), Tarbes (1950), habitant à Estaniels (hameau de La Bastide), a réhabilité le cheval de Mérens comme cheval de compagnie.
- Mathilde Mir, née à La Bastide-de-Sérou en 1896, morte en 1958, est une enseignante, résistante et écrivaine française.

### Héraldique
| Blason de Bastide-de-Sérou (La) | Blason  | D'azur à une tour d'or sur une terrasse de sinople. |
| Blason de Bastide-de-Sérou (La) | Détails | Le statut officiel du blason reste à déterminer.    |

## Pour approfondir